# Sydney Coulson
Sydney Coulson, född 3 mars 1922, död 19 mars 2018, var en svensk skådespelare och manusförfattare.
Han var skådespelare och speaker i olika film- och TV-roller 1955–1991, i många fall som engelsktalande. Han var också verksam vid Radio Sweden International.

## Filmografi
Roller
- 1960 – Svart hämnd
- 1991 – Den ofrivillige golfaren

Manus
- 1960 – Döden före döden